# Élise Thiers
Pour les articles homonymes, voir Thiers et Dosne.
Élise Thiers, née Eulalie Élise Dosne le 2 novembre 1818 à Paris et morte le 11 décembre 1880 dans la même ville, est l'épouse d'Adolphe Thiers, président de la République française du 31 août 1871 au 24 mai 1873.

## Biographie

### Famille

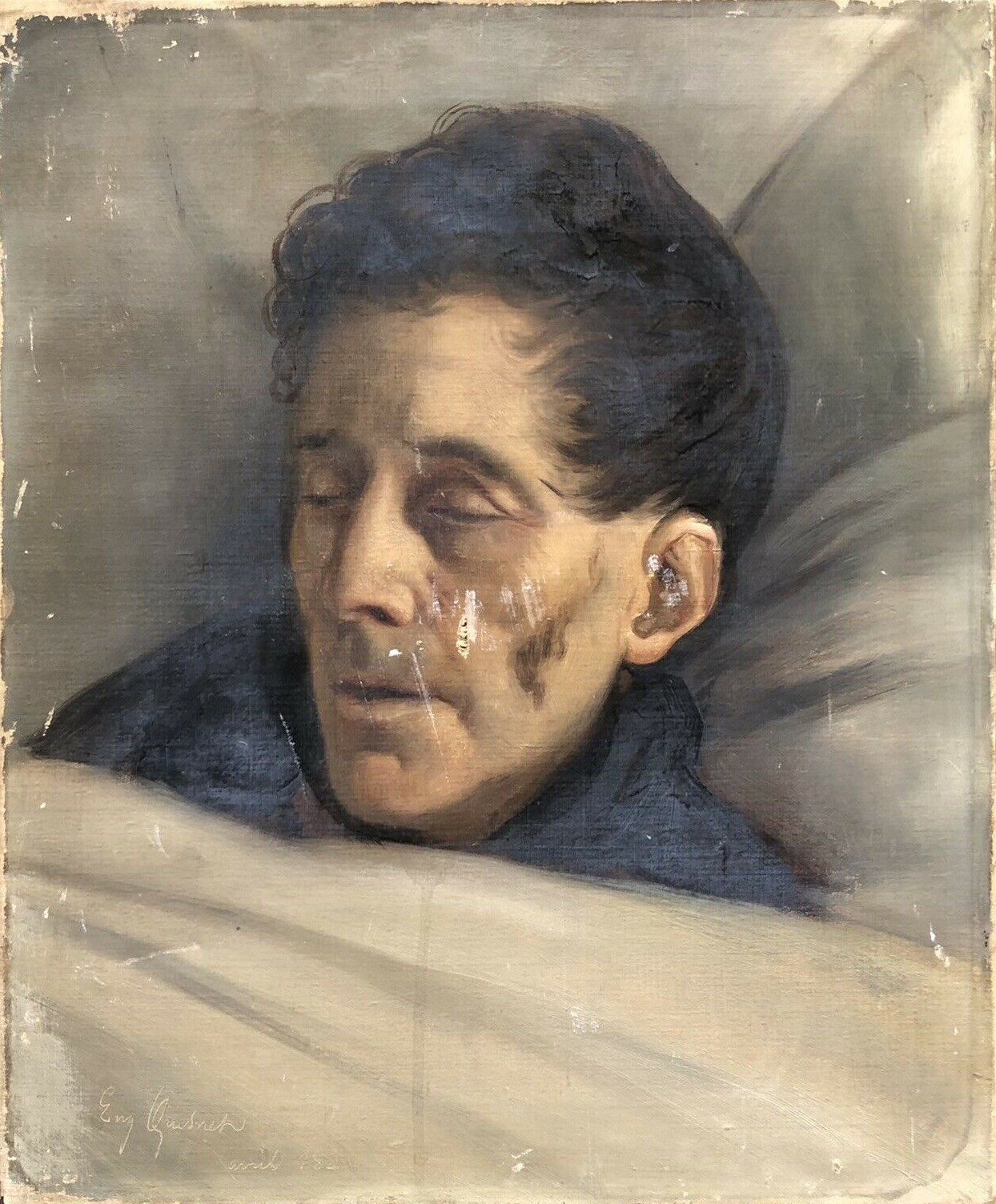
Alexis Dosne sur son lit de mort, huile sur toile d'Eugène Quesnet, avril 1849.

Eulalie Élise Dosne est la fille d'Alexis Dosne (1789-1849), agent de change, propriétaire du château de Thun à Vaux-sur-Seine (alors commune de Triel-sur-Seine), receveur général des finances du Finistère et régent de la Banque de France, et d'Euridyce Dosne, née Matheron (1794-1869). Elle a une sœur, Félicie Dosne (1823-1906).

### Mariage

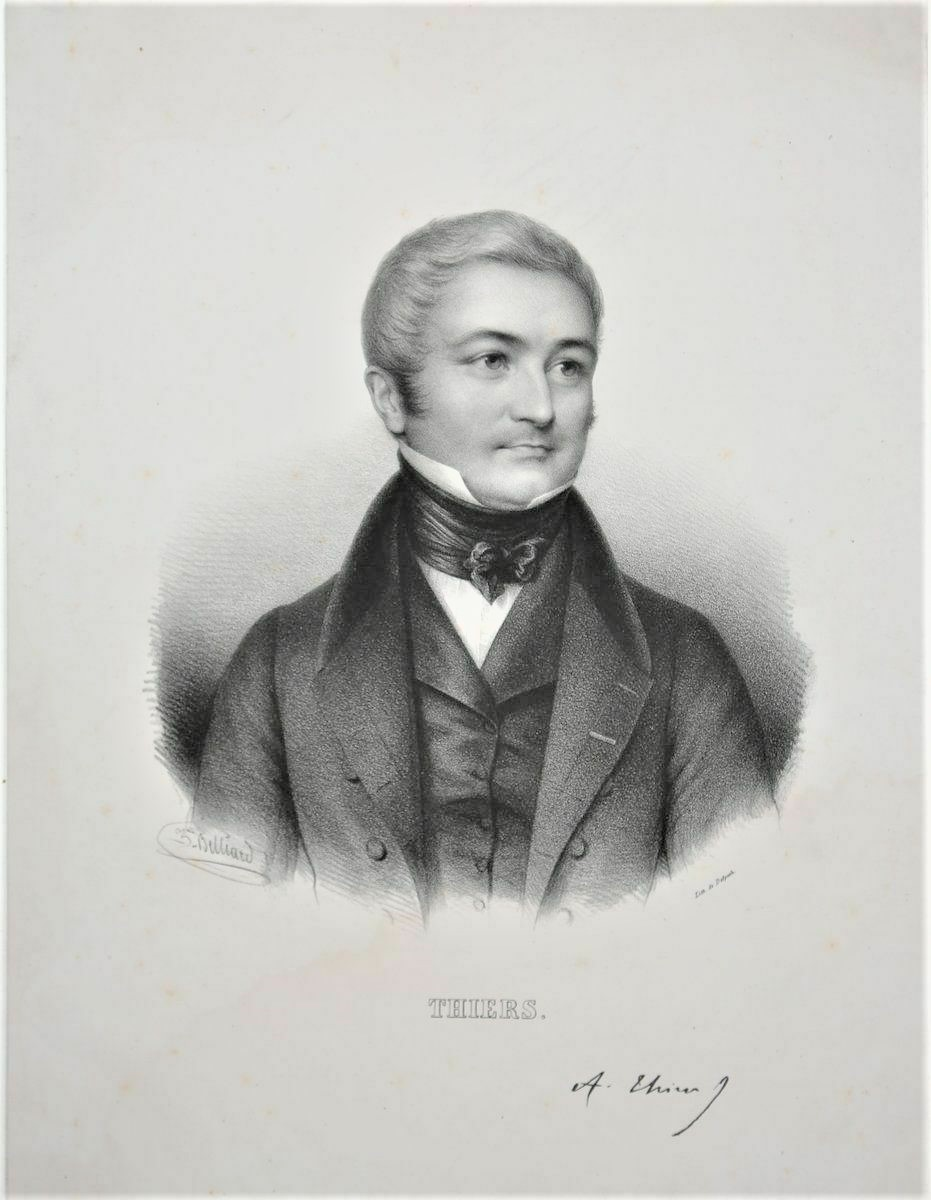
Adolphe Thiers, son époux.

En 1827, Adolphe Thiers se lie d'amitié avec la famille Dosne. Alexis Dosne est un riche agent de change qui obtient en 1830 le poste de receveur principal à Brest. Le ménage a deux filles : Eulalie Élise et Félicie. Thiers devient l'amant de Mme Dosne, qui a deux ans de plus que lui. Après avoir protégé le jeune journaliste, Mme Dosne devient l’égérie de l’homme politique. En 1833, elle imagine le marier à sa fille aînée, Élise, qui a quinze ans. Élise apporte en dot un hôtel particulier situé place Saint-Georges, qui abrite aujourd'hui la fondation Dosne-Thiers. 
Ce mariage d’Adolphe Thiers, âgé de 36 ans, avec la fille aînée de sa maîtresse, est raillé par ses adversaires politiques et transposé par Balzac  dans La Maison Nucingen : « Après quinze ans de liaison continue et, après avoir essayé son gendre, la baronne Delphine de Nucingen avait marié sa fille à Rastignac ».
Charles de Rémusat décrit ainsi Élise Thiers en 1834, dans ses Mémoires :

« C'était alors une jeune fille charmante, quoiqu'elle eût encore à gagner en taille et en élégance. Elle avait de la fraîcheur, un air de santé qu'elle devait perdre d'assez bonne heure, quelques jolis traits quoique sans beauté, un front bombé, des yeux sans expression, peu de distinction dans la physionomie, aucune dans la voix et le parler, beaucoup dans la tournure et les manières. Elle a été longtemps silencieuse et contenue. Elle est toujours restée froide et dédaigneuse. Elle a de l'observation, du tact, une certaine dignité ; ce qu'elle pouvait avoir d'imagination et de sensibilité a été glacé par sa vie d'intérieur et, je le soupçonne, par son mariage. On a dit que s'étant aperçu des motifs et du caractère de cette union, elle en avait été encore plus blessée qu'affligée et que, trop fière pour pardonner et pour se plaindre, elle s'était décidée ou risquée à vivre comme une statue de marbre au milieu des siens. »

### Sous le Second Empire

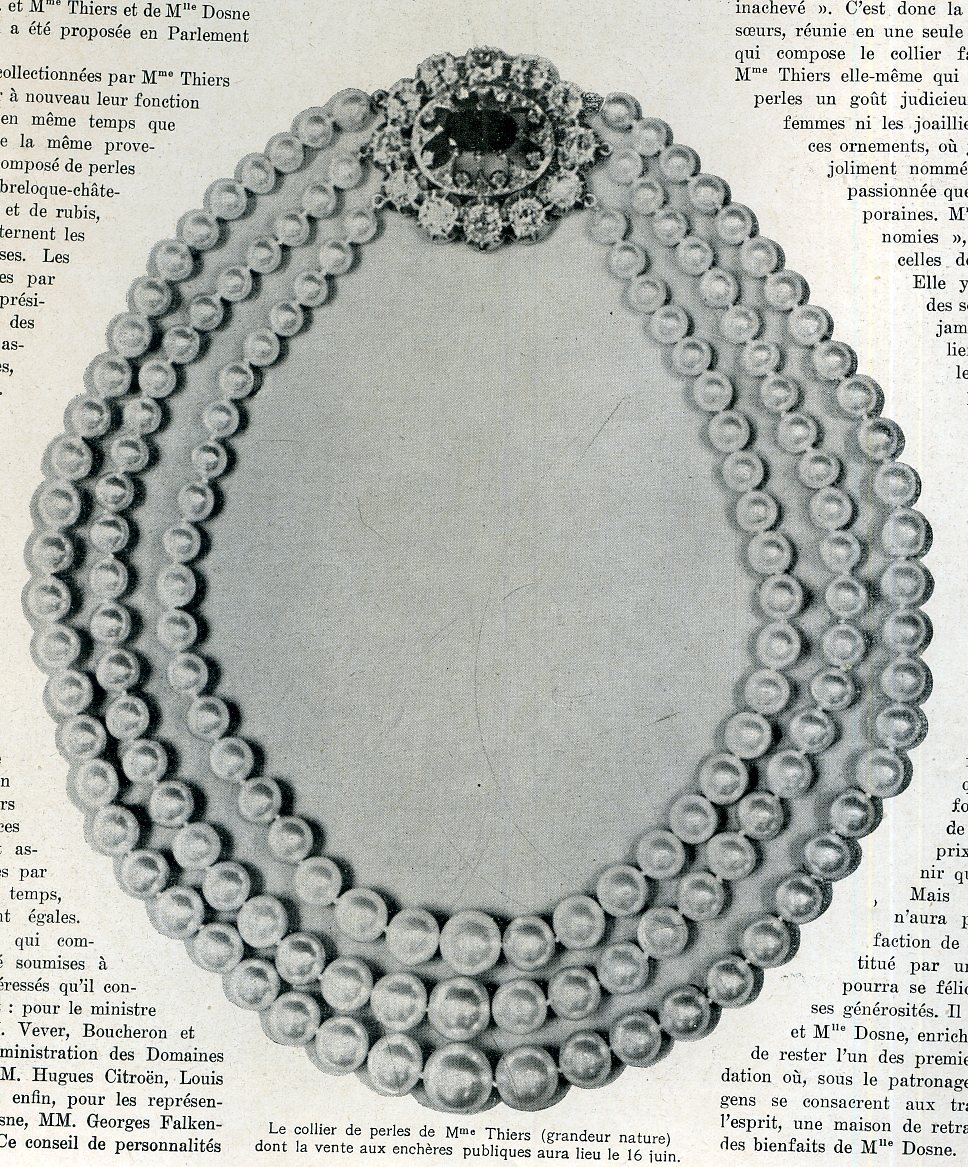
Perles de Madame Thiers, offertes par la reine d'Espagne Isabelle II.

Pauline von Metternich, épouse de l'ambassadeur d'Autriche auprès de Napoléon III et grande animatrice de la cour impériale, raconte dans ses Souvenirs : 

« Sous l'Empire, je rencontrais souvent Mme Thiers dans les salons orléanistes et particulièrement chez la duchesse de Galliera. [...] Elle était fort élégante et avait de beaux bijoux et surtout un magnifique rang de perles. Je dois la vérité de dire qu'elle avait très bonne façon et l'air très comme il faut - très gratin -, c'est-à-dire vieux jeu et qu'elle affectait de continuer les modes du faubourg Saint-Germain en ne suivant pas exactement celle du jour. Ainsi la forme de ses robes et de ses chapeaux donnait l'impression d'une protestation contre ce qu'elle appelait la « corruption de l'Empire » ! »

### Sous la présidence Thiers

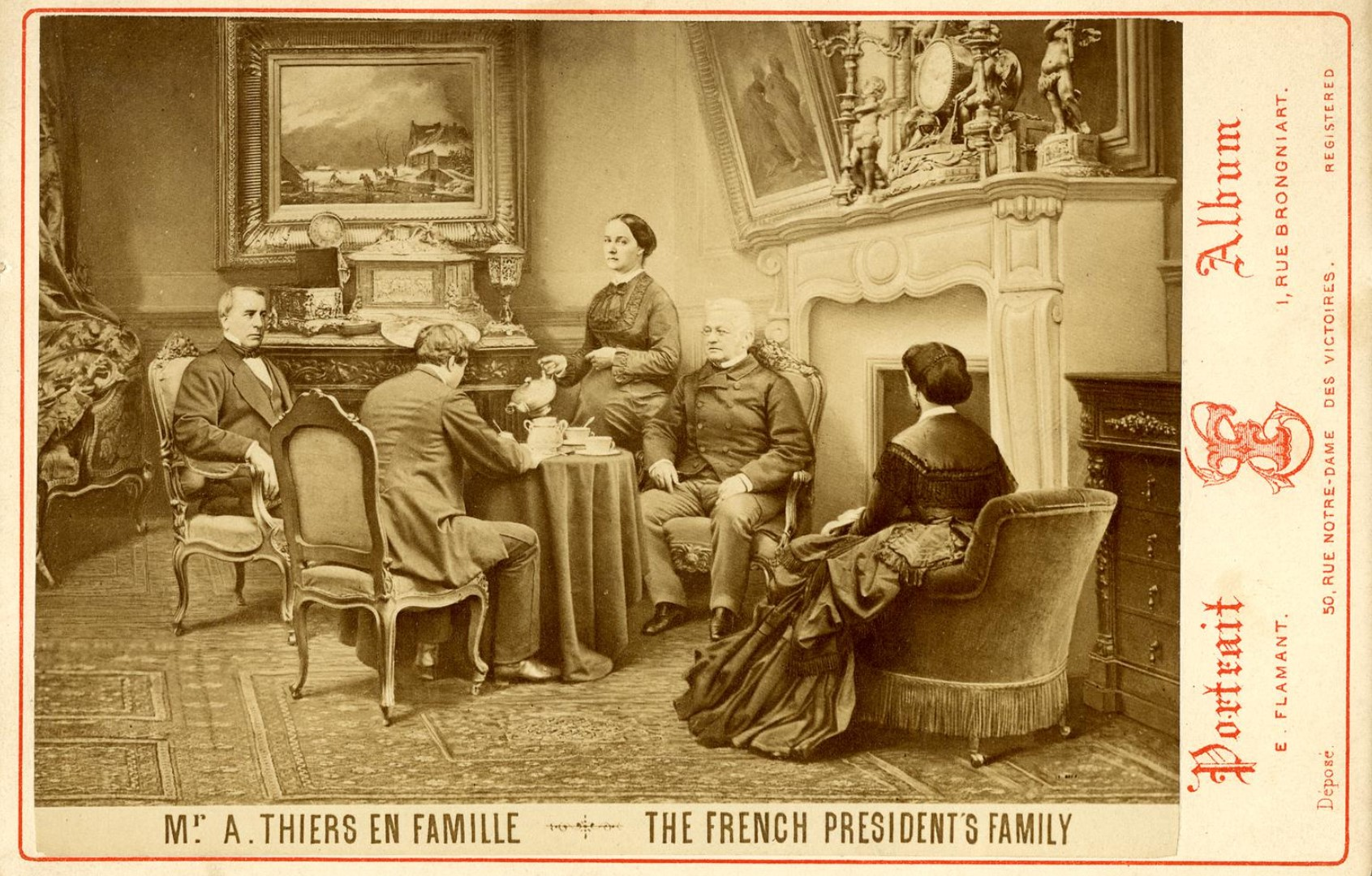
Adolphe Thiers en famille, photographie de Louis Emmanuel Flamant.

En 1871, le couple et la belle-sœur du président habitent la préfecture de Versailles car l'hôtel Thiers, place Saint-Georges, démoli et pillé en 1871 pendant la Commune de Paris, est en cours de reconstruction aux frais de l'État. La princesse Metternich, qui va faire sa visite officielle à Mme Thiers, la trouve « très froide, très compassée, posant d'une façon insupportable », mais Thiers trouve le couple Metternich trop lié avec l'empereur et l'impératrice en exil et va demander le remplacement de l'ambassadeur.
Il est reproché à Mme Thiers le manque de fastes de ses réceptions à la présidence. Xavier Marmier, évoquant dans son Journal une réception luxueuse chez l'ambassadeur de Russie Nicolas Orloff (« Tout le service en vaisselle plate et en vermeil ; tout le long de la table une couche de lilas blanc et de camélias d'où surgissaient les vases et les flambeaux en argent massif, une trentaine de domestiques en grande livrée et poudrés »), conclut : « Quel contraste avec la simplicité des dîners de Mme Thiers, une simplicité telle qu'on accuse Mme Thiers d'avarice. Mais je la connais depuis bien des années, et je suis convaincu qu'elle n'a point ce défaut ». On raconte que l'épouse du président fait elle-même son marché à Versailles et marchande avec ses fournisseurs. Marnier la juge par ailleurs sévèrement, la trouvant à cette époque « grosse, vulgaire, fort laide figure, avec les plus ridicules prétentions ».
Les invités sont cependant charmés par la conversation du président, lorsqu'il se réveillait de son petit somme après le dîner : « Il était capable de parler pendant des heures. Il mettait sa coquetterie à montrer qu'il connaissait parfaitement des sujets qu'on ne lui supposait pas familiers : ainsi faisait-il à Mme de Meaux une conférence sur les porcelaines du Japon et expliquait-il à Mme de Galliera le calcul différentiel... ». 
Chaque été, le président, son épouse et la sœur de celle-ci séjournent à Dinard et à Trouville, marchant sur la plage comme les bourgeois de l'époque en ont l'habitude.

### Fin de vie
Le 24 mai 1873, Adolphe Thiers démissionne de la fonction présidentielle. Il meurt d'une hémorragie cérébrale le 3 septembre 1877 à l'âge de 80 ans, entouré d'Élise et Félicie. Le président Mac-Mahon a ouvert une crise politique, le 16 mai, en prononçant la dissolution de l'Assemblée. Les élections doivent avoir lieu le 14 octobre. Mac-Mahon propose à Mme Thiers des funérailles nationales aux Invalides avec l'Armée, à condition que la manifestation soit nationale et non partisane. Élise Thiers réclame pour les amis de son mari le droit de régler le cortège et de prononcer des discours et reste inflexible. L'offre est donc retirée et les funérailles, privées, vont se transformer en manifestation républicaine rassemblant un million de personnes jusqu'au cimetière du Père-Lachaise, où la famille a fait construire un mausolée. 
Élise Thiers meurt le 11 décembre 1880, dans son hôtel particulier, place Saint-Georges. Ses obsèques sont célébrées le 15 décembre 1880, en l'église Notre-Dame de Lorette. François-Auguste Mignet, et surtout sa sœur Félicie, créent par la suite la fondation Dosne-Thiers. Une note datée du 6 avril 1882, aujourd'hui à la bibliothèque nationale de France, confirme que l'idée de la fondation est bien d'Élise Thiers. Elle aurait ainsi parlé d'une « fondation d'une école destinée par son objet à rappeler le souvenir des grands travaux de M. Thiers ». La note d'Élise précise que l'accès à cette fondation sera réservé à des étudiants brillants.
Félicie s'éteint le 16 janvier 1906. En 1900, elle avait légué tous les papiers de son beau-frère à la bibliothèque nationale de France et au musée du Louvre. En 1924, une vente aux enchères disperse les bijoux d'Élise Thiers : elle atteint des records de prix, la pièce maîtresse étant un collier offert par la reine d'Espagne Isabelle II, parti pour 11 280 000 francs.

## Hommage
Une salle du musée du Louvre porte le nom de « salle Élise Dosne-Thiers ». Elle présente le legs qu'elle fit peu avant sa mort au musée, constitué d'une collection de porcelaines qu'elle avait rassemblée. L'origine des 600 pièces à décor floral est essentiellement de la manufacture de Vincennes-Sèvres.